# Patera de Destinnová
Destinnová Patera
Pour les articles homonymes, voir Destinnová.
La patera de Destinnová (désignation internationale : Destinnová Patera) est une patera située sur Vénus dans le quadrangle d'Helen Planitia. Elle a été nommée en référence à Emmy Destinn, cantatrice tchèque (1878–1930).